# Gouvernement de Varsovie
1844–1917
Entités précédentes :
- Gouvernement de Mazovie

Entités suivantes :
- Deuxième République de Pologne

Le gouvernement de Varsovie (en russe : Варшавская губерния, en polonais : Gubernia warszawska) est une division administrative de l’Empire russe, située dans le royaume de Pologne, avec pour capitale la ville de Varsovie. Créé en 1844 à partir du gouvernement de Mazovie le gouvernement exista jusqu’en 1917.

## Géographie
Le gouvernement de Varsovie est bordé au nord par le gouvernement de Płock, au nord-est par celui de Łomża, à l’est par celui de Lublin, au sud par ceux de Piotrków et Radom, à l’ouest par celui de Kalisz et au nord-ouest par l’empire allemand.

## Subdivisions administratives
Au début du XXe siècle le gouvernement de Varsovie était divisé en quatorze ouïezds : Błonie, Varsovie, Włocławek, Gostynin, Grójec, Kutno, Łowicz, Nieszawa, Nowomińsk, Płońsk, Pułtusk, Radzymin, Skierniewice et Sochaczew.

## Population
En 1897 la population du gouvernement était de 1 983 689 habitants, dont 73,5 % de Polonais, 16,4 % de Juifs, 4,5 % de Russes et 4 % d’Allemands.

## Note
1. ↑  On rencontre parfoits aussi le calque de l'anglais gouvernorat de Varsovie divergeant des sources historiques en français.